# Liliana Jopek
Liliana Jopek, po mężu Lubik (ur. 25 listopada 1977) – polska lekkoatletka, specjalizująca się w biegach długich, medalistka mistrzostw Polski.

## Kariera sportowa
Była zawodniczką Olimpii Poznań.
Na mistrzostwach Polski seniorek zdobyła jeden medal w biegu maratońskim: brązowy w 2003. 